# Adolf Sarnecki
Adolf Stanisław Sarnecki (ur. 8 maja 1898 w Szreńsku k. Płocka, zm. 9 stycznia 1960 w Antoniewie k. Poznania) – nauczyciel polski, inspektor szkolny, poseł na Sejm RP IV i V kadencji.

## Życiorys
Był synem Stanisława i Stefanii ze Smolińskich. Należał do Polskiej Organizacji Wojskowej, w latach 1915–1917 służył ochotniczo w Legionach Polskich; po kryzysie przysięgowym ponownie w POW, przez krótki czas był więziony przez władze niemieckie w Łowiczu, skąd zbiegł. Podjął studia w Państwowym Seminarium Nauczycielskim im. Konarskiego w Warszawie, po jego ukończeniu w 1919 pracował jako nauczyciel w szkole powszechnej w Chruślinie (powiat łowicki). Od lipca do listopada 1920 służył w Wojsku Polskim, brał udział w wojnie z Rosją; został zdemobilizowany w stopniu podporucznika.
Pracował następnie jako nauczyciel w szkole powszechnej w Nieborowie (powiat łowicki) i inspektor szkolny na terenie powiatu łowickiego. Uzupełniał wykształcenie na Państwowym Wyższym Kursie Nauczycielskim w Warszawie (1924) i w Państwowym Instytucie Nauczycielskim w Warszawie (1925–1926). W latach 1926–1927 był zastępcą inspektora szkolnego powiatu dziśnieńskiego (z siedzibą w Głębokiem), w okresie 1927–1929 inspektorem szkolnym powiatu postawskiego (z siedzibą w Duniłowiczach), a od 1929 do 1939 inspektorem szkolnym powiatu słonimskiego. Pozostawał jednocześnie zaangażowany społecznie – organizował i kierował Oddziałem Związku Legionistów w Słonimie, działał w Związku Młodzieży Wiejskiej. W 1934 zasiadł w Radzie Miejskiej Słonima, gdzie przewodniczył Klubowi Chrześcijańskiemu.
We wrześniu 1935 został wybrany do Sejmu RP z okręgu 51, obejmującego Nowogródek, Szczuczyn i Słonim. Był członkiem Rady Naczelnej Obozu Zjednoczenia Narodowego, w Sejmie brał udział w pracach Komisji Oświatowej i Komisji Wojskowej. Ponownie zdobył mandat poselski w listopadzie 1938. Po wojnie pracował jako zastępca dyrektora Państwowego Młodzieżowego Zakładu Wychowawczego w Antoniewie, gdzie zmarł. Został pochowany w Skokach k. Poznania (sektor A-1306).
Nie założył rodziny.

## Ordery i odznaczenia
- Krzyż Niepodległości (9 listopada 1931)[2]
- Złoty Krzyż Zasługi (10 listopada 1933)[3]